# Jaźwiny (powiat choszczeński)
Jaźwiny (niem. Hertelsaue) – osada w Polsce położona w województwie zachodniopomorskim, w powiecie choszczeńskim, w gminie Drawno. W latach 1975–1998 miejscowość administracyjnie należała do województwa gorzowskiego. W roku 2007 osada liczyła 24 mieszkańców. Osada wchodzi w skład sołectwa Zatom. Nieopodal znajduje się Drawieński Park Narodowy. 

## Geografia
Osada leży ok. 3,5 km na północny wschód od Zatomia, nad rzeką Korytnicą.